# Calodactylus vittipennis
Calodactylus vittipennis är en skalbaggsart som beskrevs av Moser 1921. Calodactylus vittipennis ingår i släktet Calodactylus och familjen Melolonthidae. Inga underarter finns listade.